# Nevis

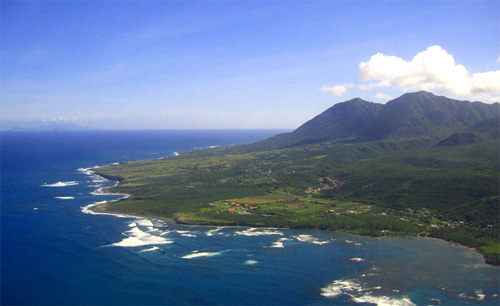
Ostkusten av Nevis.

Nevis är en ö i Västindien, nära toppen av Små Antillerna-arkipelagen, ungefär 350 km sydöst om Puerto Rico och 80 km väst om Antigua. Ön är 93 km² stor och är en del av Läöarna och är belägen på latitud 17.15°N och longitud 62.58°V. Huvudstaden på Nevis är Charlestown. Nevis är förenat med Saint Kitts i staten Saint Kitts och Nevis. De två öarna separeras av en 3,22 km bred kanal.